# アクロス ザ・マーケット
アクロス ザ・マーケットは日経CNBCの経済情報番組である。
2013年4月1日開始。平日14時5分から14時45分放送。タイトルは「アクロス・ザ・ユニバース」からパロディーにしたものである
日経CNBCでは、多様化・国際化するマーケット（金融市場）に対応するため、2013年度からアジア市場の情報番組の強化に取り組んでおり、この番組もその一環として新設された。
日本時間の午後2時台はアジア各国の相場が終わると共に、ヨーロッパのマーケットが取引を始める時間帯であり、「世界のマーケットのゴールデンタイム」と位置付けられている。この番組では日本を含むアジアのその日の市場を振り返りながら、この後のヨーロッパの取引への影響はどのようになるのかを専門家の解説を交えて徹底的に分析する。

## 出演者
メインキャスター
- 赤平大
- 袰川有希
- 佐久間あすか

キャスター
- 石河茉美

レギュラーコメンテーター
- 岡村友哉
- 鎌田泰幸
- 齋藤敏之
- 瀬川剛
- 豊嶋広

## 大まかなコーナー
- アローズレポート　東京証券取引所「東証アローズ」からの相場中継
- エコノエッジ　月曜日は新興企業NOWとして、新規の株式上場企業についてその社長へのインタビューや専門家の解説を取り上げる。火曜-木曜日は日本経済新聞の第一線経済記者が最近の経済や政治などの話題に鋭いメスを入れる解説コーナー。（これらは1週間分をまとめて土曜日・日曜日を中心に「エコノエッジサマリー」として再放送される）
- 投信ナビ　金曜日のエコノエッジ相当の時間に放送される投資信託の運用法をわかりやすく説いた解説コーナー
- アジアマネー　アジアの証券取引の最新事情について専門家の解説を聞く